# Kuchyně Svatého Vincence a Grenadin

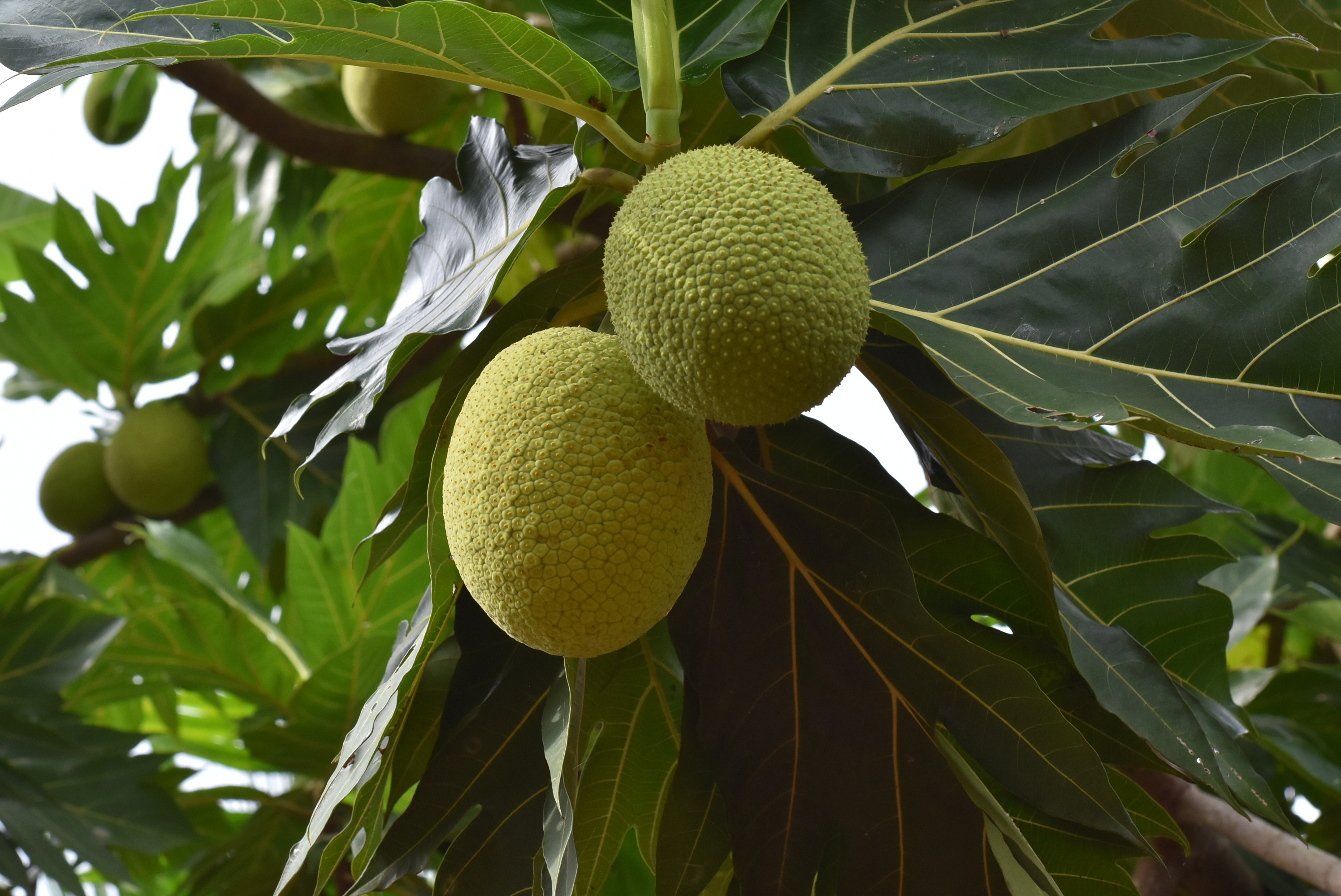
Chlebovník

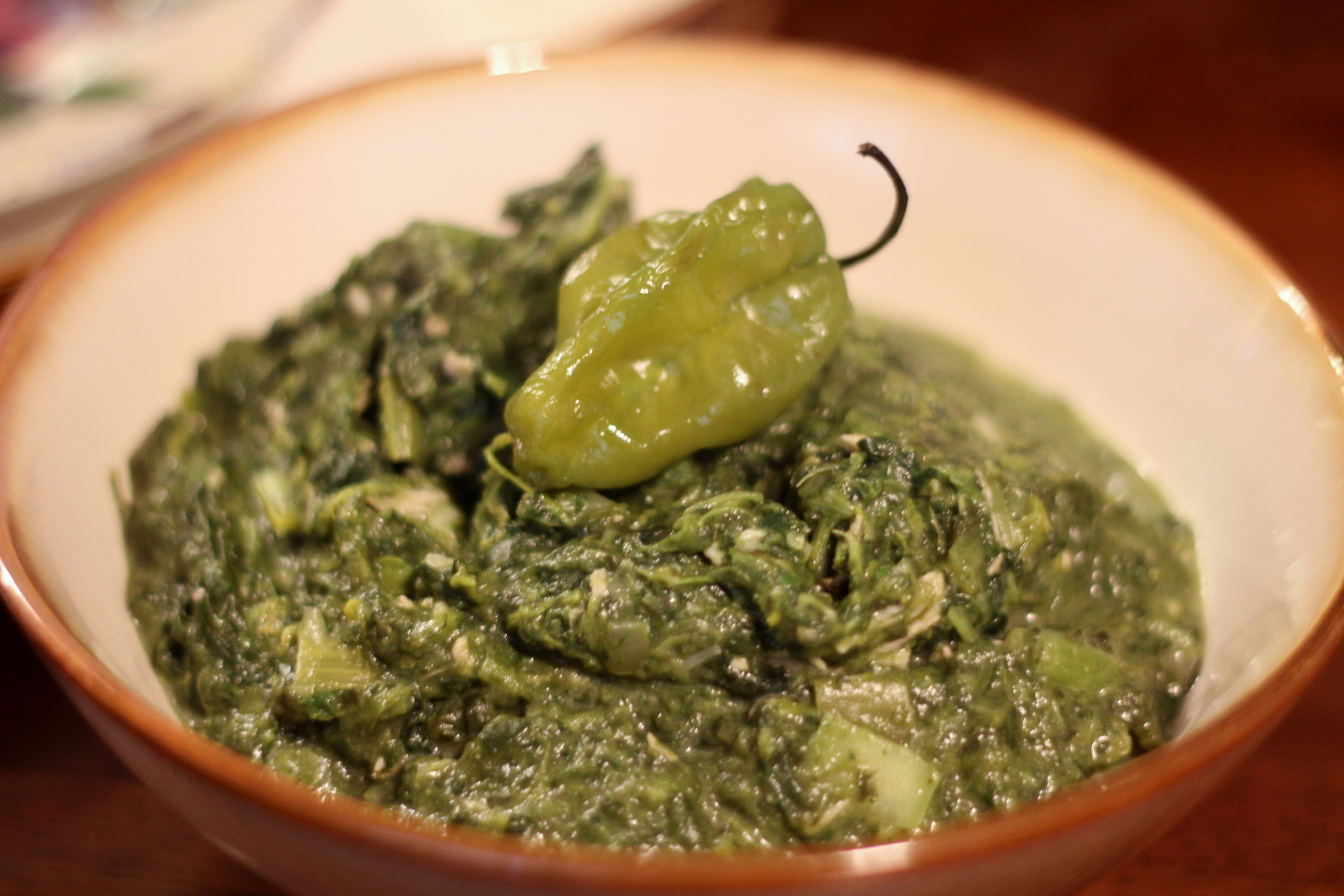
Callaloo

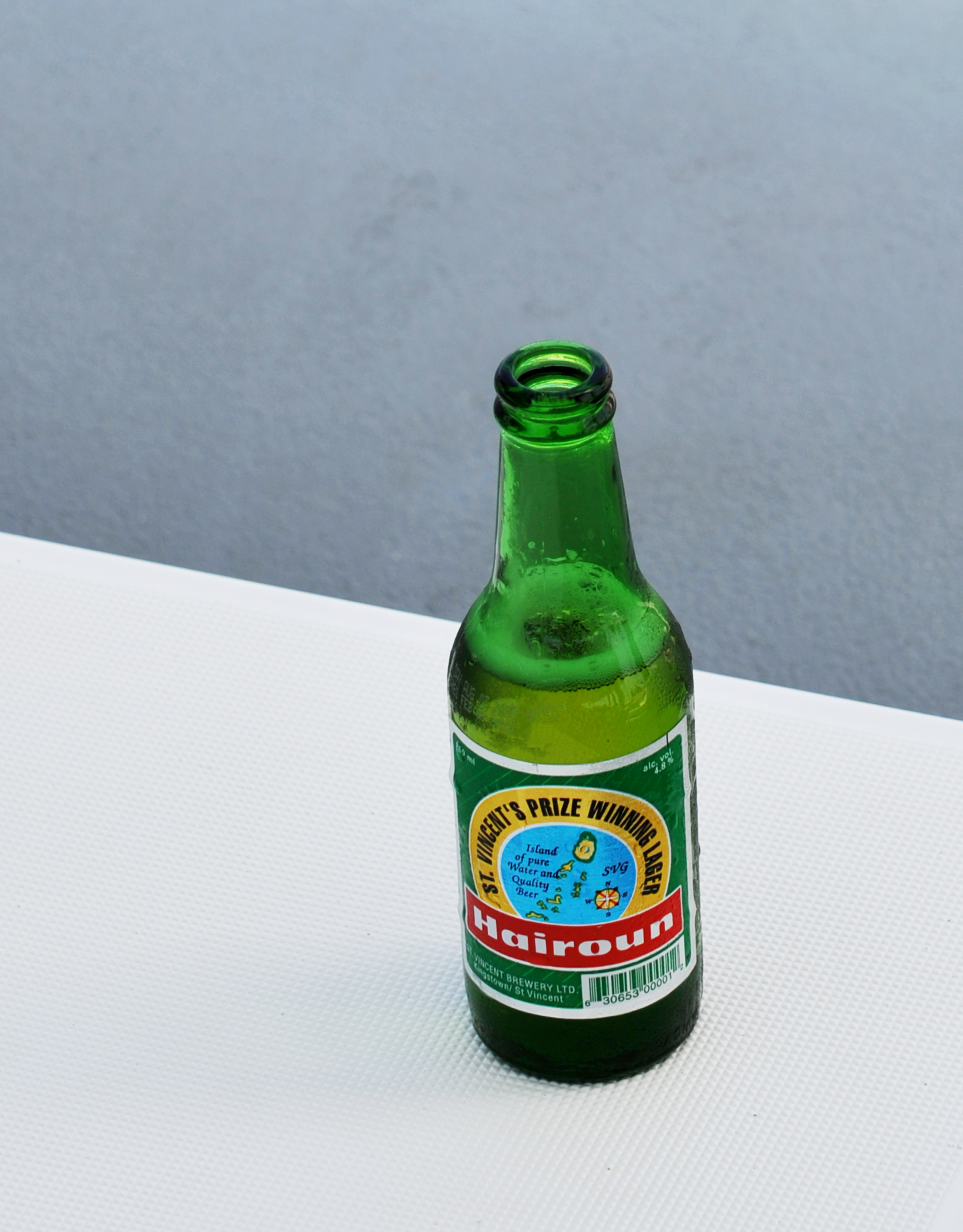
Pivo Hairoun

Kuchyně Svatého Vincence a Grenadin je podobná ostatním karibským kuchyním. Mezi typické suroviny patří tropické ovoce, kokos, zelenina, plantainy, ryby nebo mořské plody.
Specialitou Svatého Vincence a Grenadin je chlebovník, který se hojně pěstuje a připravuje se na mnoho způsobů (smažený, opečený, chlebovníková omáčka, chlebovníkové dezerty).

## Příklady pokrmů a nápojů ze Svatého Vincence a Grenadin
Příklady pokrmů a nápojů ze Svatého Vincence a Grenadin:
- Callaloo, pokrm z dušených listů taro (kolokázie jedlá)
- Souse, polévka z kuřecího masa, limetky, brambor a papriky
- Smažené plantainy
- Black cake, zákusek ze sušeného ovoce, rumu a mouky[5]
- Dýňová polévka[6]
- Rum
- Pivo, místní značka se nazývá Hairoun[7]
- Ovocné šťávy
- Nápoj z mořských řas